# Eustathius (Konsul 421)
Flavius Eustathius war ein spätantiker oströmischer Beamter und Jurist des 5. Jahrhunderts.
Zwischen 415 und 416 diente er als quaestor sacri palatii am Hof des Kaisers Theodosius II., womit er auch zu dessen Staatsrat (consistorium) gehörte. Als quaestor war er an der Ausarbeitung der Gesetzessammlung Codex Theodosianus beteiligt, die die Pflichten seines Amtes definierte. Von 420 bis 422 war er praefectus praetorio Orientis und wurde 421 zum Konsul ernannt.